# Satyre perlé
Enodia anthedon
Espèce
Synonymes
- Lethe anthedon anthedon (Clark, 1936)[2]

Le Satyre perlé (Enodia anthedon) est une espèce de lépidoptères (papillons) nord-américains de la famille des Nymphalidae et de la sous-famille des Satyrinae.

## Noms vernaculaires
Le Satyre perlé se nomme Northern Pearly-eye en anglais.

## Description

### Papillon
L'imago du Satyre perlé est un papillon aux ailes légèrement festonnées présente un dessus de couleur beige foncé orné d'une large bande submarginale de gros ocelles aveugles marron foncé cerclés d'une ligne claire, quatre aux antérieures, cinq aux postérieures.
Le revers des antérieures est semblable, mais les ocelles, quatre aux antérieures, six aux postérieures, sont pupillés d'un petit point blanc. Ses antennes sont noires.

### Chenille
La chenille est verte jaunâtre avec des bandes vert et jaune sur les flancs munies de cornes rouges et de queues roses.

## Biologie

### Période de vol et hivernation
Il hiverne au stade de chenille.
Au nord de son aire, l'imago vole en une génération de juin à août, plus au sud il vole en deux générations entre mai et septembre.

### Plantes hôtes
Les plantes hôtes de ses chenilles sont Brachyelytrum erectum, Leersia virginica,Erianthus, Uniola latifolia, Hystrix patula, Schizachne purpurascens et Muhlenbergia,,.

## Distribution et biotopes
Il est présent dans le tout le nord-est de l'Amérique du Nord, au Canada en Nouvelle-Écosse,Alberta, Québec, Ontario, au Manitoba et en Saskatchewan; aux USA il est présent dans les états du Dakota du Nord, Nebraska, Oklahoma et Louisiane et tous les états entre eux et le nord de la côte Atlantique,,.

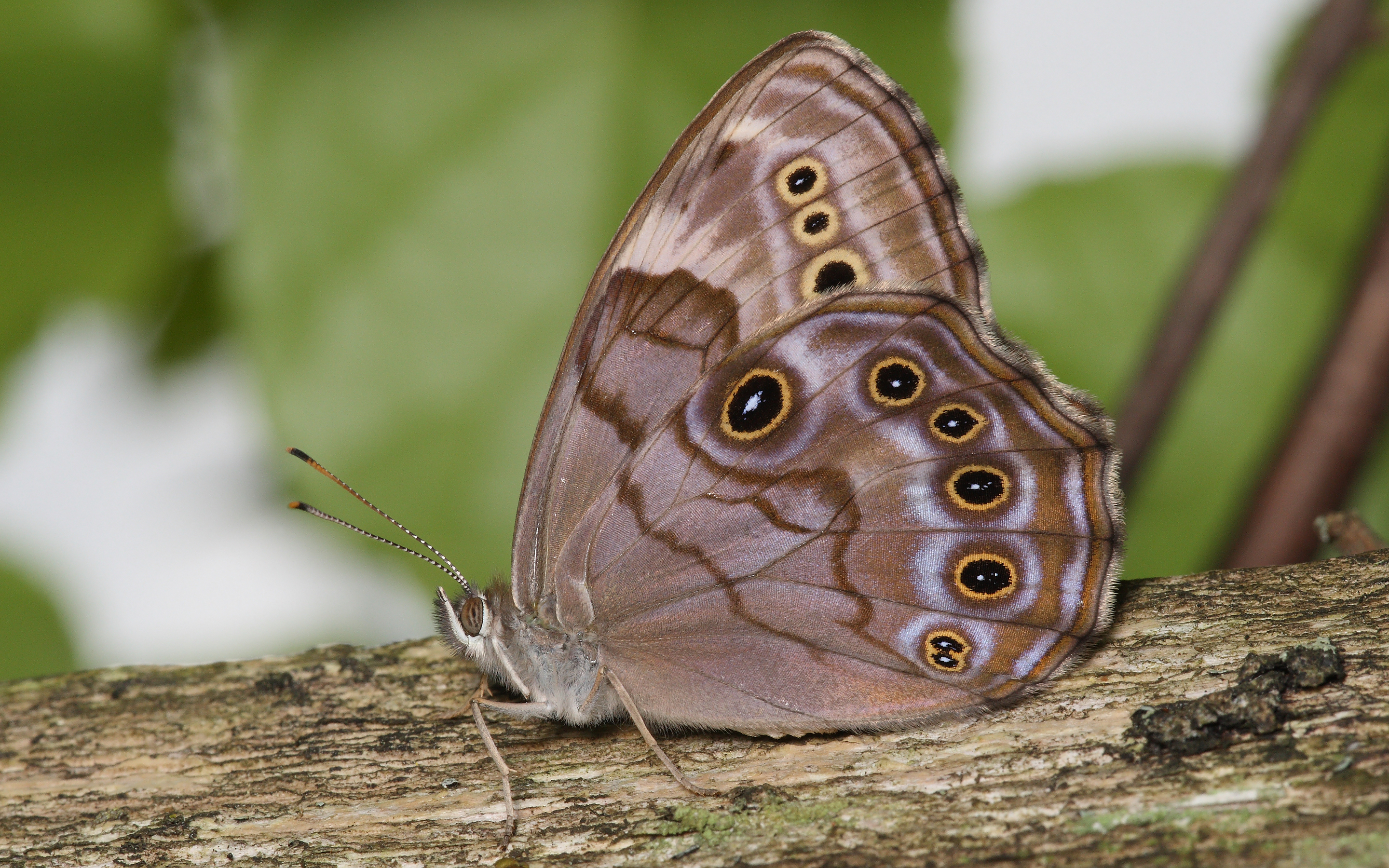
Satyre perlé.

Il réside dans les zones boisées herbues.

## Protection
Pas de statut de protection particulier.

## Taxonomie
Il a été nommé Enodia anthedon par Austin Hobart Clark en 1936.

### Sous-espèce
Enodia anthedon borealis Clark, 1936.